# Sesamia botanephaga
Sesamia botanephaga là một loài bướm đêm trong họ Noctuidae.